# Kongelig Dansk Automobil Klub
Kongelig Dansk Automobil Klub (KDAK), der var grundlagt som Dansk Automobil Klub i 1901, var den første automobilklub i Norden.
I begyndelsen af det 20. århundrede var biler stadig et nyt og for mange faretruende fænomen, så først i 1912 antog organisationen navnet Kongelig Dansk Automobil Klub, samtidig med at kong Christian X indvilgede i at blive protektor. I de følgende mange år var KDAK parallelt med FDM særdeles aktiv, både med hensyn til klubarbejdet med hovedkontor bl.a. i Hotel Imperial-komplekset i København (Nyropsgade 47) og med landsdækkende afdelinger i provinsen. Foreningen var ikke mindst energisk inden for færdselspropaganda, turisme og juridisk arbejde for medlemmerne. Sammen med FDM udarbejdede foreningen formentlig de første danske færdselsskilte i emalje, selvom det er behæftet med megen usikkerhed, hvornår de første skilte blev rejst ude på vejene. De to foreninger var oprindeligt konkurrenter, men i 1915 indledtes et samarbejde, der året efter førte til designet af seks standardiserede advarselstavler tegnet af Knud V. Engelhardt og påsat navnene på begge foreninger. 1919 oprettede FDM og KDAK et fælles Vejtavleudvalg. I november 1917 kunne formanden for Kgl. Dansk Automobil Klub, lensgreve Frederik Raben-Levetzau, således fortælle at klubbens vejtavleudvalg havde et lager på ca. 1200 nye tavler, som skulle sættes op, når Rigsdagen havde vedtaget en ny lov (Den nye Lov om Motorkøretøjer blev vedtaget 20. marts 1918).
I medlemskredsen havde KDAK et net af amtsrepræsentanter, og gjorde meget ud af at belønne skolepatruljemedlemmer med fortjenstmærker samt lancerede allerede i 1913 emblemer og vognmærker som et tilbud til medlemmerne, der kunne signalere deres opbakning til bilsagen. På et tidligt tidspunkt oprettedes KDAKs fortjensttegn for chauffører, og hvert år uddeltes tegn i forskellige kategorier for god og tro tjeneste til såvel privat som erhvervschauffører hos klubbens firmamedlemmer. der fandtes desuden kasketter, epauletter og armbind til chauffører.
KDAK var fra starten medlem af Fédération International de l'Automobile og var indehaver af FIAs sportsmandat som blev varetaget af DAU. Dansk Automobilsports Union En vigtig del af klubbens funktioner foregik efter 2 verdenskrig indenfor toldområdet, man var medlem af TIR-organisationen, som stod som garant for lastvognstrafikken i Europa. Ligeledes udstedtes Carnet de passage til privatbiler, som skulle passere grænser. I en tid hvor det at rejse var besværligt i et Europa uden motorveje kunne klubben forsyne sine medlemmer med individuelle rutekort og foretage hotel- og andre reservationer, og havde hotelmedlemmer over hele europa, samt udgav hotelguider. I øvrigt ser man stadig KDAKs blå hotelskilt mange steder ved hotelindgange. Klubben udgav månedsbladet AUTO, som dækkede et vidt spekter indenfor automobilisme og samtidig var klubblad.
KDAKs struktur bestod af bestyrelse, repræsentantskab med en repræsentant fra hvert amt samt udvalg efter behov. Den daglige ledelse var i hænderne på en generalsekretær med et sekretariat. 1956-63 var Vagn Loft generalsekretær.
Blandt formænd efter 2. verdenskrig var prins Axel, hofjægermester C.C. Scavenius, direktør Henrik Tholstrup, lensgreve Preben Ahlefeldt-Laurvig og direktør Erik G. Hansen. Den sidste protektor var HKH Prins Henrik af Danmark, men klubben var ellers altid under protektion af monarken. Hendes Kongelige Højhed Prinsesse Birgitte de Bourbon de Parma sad i bestyrelsen,  Vicepresident var Fabrikant Jens M. Jensen,  Hjørring, KDAK  lukkede i 1978. 